# La agresión internacional
La agresión internacional: intentos de definición es un libro de Vicente Blanco Gaspar publicado en 1973 en el Instituto Francisco de Vitoria del Consejo Superior de Investigaciones Científicas que analiza las definiciones de agresión internacional a lo largo de la historia y sobre todo en el siglo XX.

## Historia
La agresión internacional: Intentos de definición es un ensayo escrito por Vicente Blanco Gaspar para analizar el concepto de agresión en el ámbito de las relaciones internacionales. El libro comienza la introducción con un texto recogido en el libro The equality of states in ancient China de Chen Shih-tsai:
- ¿Es justo responder a un daño de hace nueve generaciones?
- Sí, incluso después de cien generaciones.
- ¿Es justo si lo hace una familia?
- No
- ¿Por qué lo es cuando lo hace un estado?
- El Estado y su soberano tienen la misma responsabilidad y las humillaciones del predecesor son las del sucesor y viceversa.
- ¿Por qué tienen Estados y soberano la misma personalidad?

- El soberano hace del Estado su personalidad. Los señores feudales cambian de generación en generación. Por consiguiente, el Estado y su Soberano tienen la misma personalidad.
que expone el contenido que analiza el libro sobre la agresión. Un recorrido por las definiciones de la agresión internacional dada por expertos juristas en derecho internacional del siglo XX, así como diferentes declaraciones sobre los principios de derecho internacional de ACNUR o de diferentes asambleas generales de ONU en las que se exponen diferentes interpretaciones de la agresión en organizaciones internacionales en diferentes situaciones de conflicto.

## Datos de la obra
La agresión internacional: Intentos de definición analiza las interpretaciones del concepto de agresión en varios ámbitos históricos con especial dedicación a las definiciones dadas en el siglo XX y en el contexto de las organizaciones internacionales como la Sociedad de las Naciones y la Organización de las Naciones Unidas en los años de su creación, inicios y momentos de conflictos internacionales.
El libro se estructura con una introducción, tres capítulos, conclusión y bibliografía. En el capítulo primero se plantea el problema en el ámbito institucional, la agresión de los principales Tratados de seguridad colectiva a partir de 1945, en el segundo se analiza la definición en el campo doctrinal y en el tercero diversos contenidos y objetivos de la definición de agresión.
Desde el uso de la fuerza a la legítima defensa, los dos tipos de agresión indirecta, la agresión económica y la ideológica a los listados de actividades incluidas o excluidas en la interpretación por analogía de la agresión.